# North Antrim (circonscription du Parlement britannique)
Pour les articles homonymes, voir North Antrim.
North Antrim est une circonscription électorale britannique située en Irlande du Nord.